# یوکی یاماموتو
یوکی یاماموتو (ژاپنی: 山本 悠樹؛ زادهٔ ۶ نوامبر ۱۹۹۷) یک بازیکن فوتبال اهل ژاپن است.
از باشگاه‌هایی که در آن بازی کرده‌است می‌توان به باشگاه فوتبال گامبا اوساکا اشاره کرد.